# Shimōsa
Shimōsa (下総国?, Shimōsa no Kuni), chiamata anche Sōshū (総州?) o Hokusō (北総?), fu una provincia del Giappone, collocata nell'attuale prefettura di Chiba, sull'isola di Honshū.

Mappa delle province giapponesi con la provincia di Shimōsa evidenziata.

Shimōsa confinava con le province di Hitachi, Kozuke, Kazusa, Musashi e Shimotsuke.
La vecchia capitale provinciale era vicino alla moderna Ichikawa, ma nel periodo feudale era Sakura il centro più importante. Shimōsa fu governata alternativamente dei daimyō Musashi o Kazusa.